# ساموئل آبراهامیان (سیاستمدار)
ساموئل میشایی آبراهامیان (ارمنی: Սամվել Միշայի Աբրահամյան؛ زادهٔ ۱ ژوئن ۱۹۶۵) یک سیاستمدار اهل ارمنستان است که از تاریخ ۱۹۹۵ تا تاریخ ۱۹۹۹ سمت نمایندگی دوره اول مجلس ملی جمهوری ارمنستان را برعهده داشت.

## زندگی‌نامه
در ۱ ژوئن ۱۹۶۵ در ایروان به دنیا آمد و از دانشگاه دولتی اقتصاد ارمنستان فارغ‌التحصیل شد. 